# Santa Lucía en los Juegos Olímpicos de Sídney 2000
Santa Lucía estuvo representada en los Juegos Olímpicos de Sídney 2000 por cinco deportistas, tres hombres y dos mujeres, que compitieron en dos deportes.
El portador de la bandera en la ceremonia de apertura fue el atleta Dominic Johnson. El equipo olímpico santalucense no obtuvo ninguna medalla en estos Juegos.